# N.U.D.E.@ Natural Ultimate Digital Experiment
N.U.D.E.@ Natural Ultimate Digital Experiment est un jeu vidéo de simulation de vie développé par Red Entertainment et édité par Microsoft Game Studios, sorti en 2003 sur Xbox.

## Système de jeu
Le jeu consiste en interagir avec un robot humanoïde femme appelé P.A.S.S. (Personal Assist Secretary System) à l'aide du micro du Xbox Communicator (en lui parlant en japonais). Doté de fonctionnalités limitées au début du jeu, le joueur doit lui en apprendre de nouvelles.

## Développement
N.U.D.E.@ a été annoncé lors du Tokyo Game Show 2002.

## Accueil
Le jeu s'est vendu à 5 786 exemplaires lors de sa première semaine au Japon.